# Агуаскальєнтес
Агуаскальє́нтес (ісп. Aguascalientes, МФА: [ˌa.ɣwas.kaˈljen.tes], ацт. Aguascalientes) — штат Мексиканської Республіки, розташований в центрі країни. Не має виходу до моря, на північі межує зі штатом Сакатекас і на півдні зі штатом Халіско. Це 27-мий штат за розміром, який вкриває 0,3% території країни. Як і інші штати федерації, Акуаскальєнтес має власну конституцію, кримінальний кодекс, три гілки влади та власний герб. Столиця штату — місто Агуаскальєнтес.

## Історія

### Утворення штату

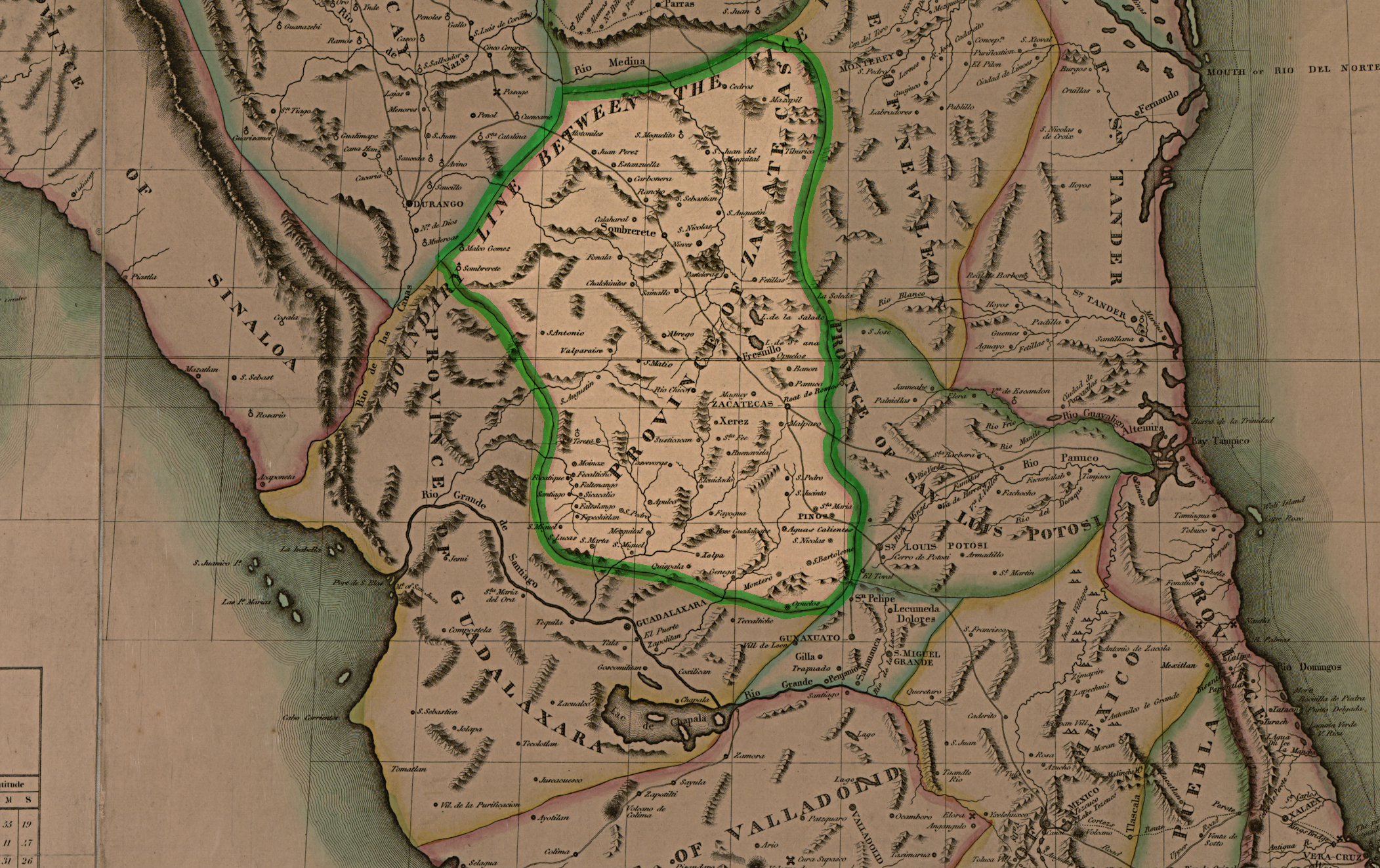
Мапа Сакатекаса в останні роки існування Нової Іспанії (1819)

24 квітня 1789 року за розпорядженням Вищої Королівської Ради Нової Іспанії суб-делегація  Агуаскальєнес була приєднана до провінції Сакатекас. У 1810—1821 роках, під час мексиканської війни за незалежність, іспанці наштовхувалися на сильний опір від військових сил Мексики на чолі з Валентином Гомесом Фаріасом, Рафаелем Іріатре, Рафаелем Васкезом та Педром Парга. 
У 1824 році після невдачі федералістів, централісти в новій Конституції почали обмежувати волевиявлення штатів. 26 березня 1835 р. було прийнято закон зменшити у штаті чисельність армії. 11 квітня 1835 року в Сакатекасі вибухнуло повстання федералістів проти законів централістичного уряду Лопеса Санта-Анни. Губернатор Сакатекаса Франціско Гарсія очолив армію в кількості 4000 бійців. Щоб зупинити повстання Санта-Анна сам вирушив до військових, тимчасово залишивши головувати генерала Мігеля Баррагана. Командувач від централістів Гарсія Салінас переміг повстанські війська, Санта-Анна дозволив своїм військовим грабувати місто, а згодом як в покарання штат втратив частину своєї території, з якої сформувалася окрема територія Агуаскальєнтес. Ця перемога усунула останні перешкоди для централістичного уряду. 30 грудня 1836 року ратифікувалася нова Конституція, відома як Конституція Семи Законів (ісп. Siete Leyes), яка обмежувала право голосу та зняла політичну та фінансову автономність, яка раніше була дозволена мексиканським штатам. 3 жовтня 1857 року після довгих суперечок із урядом Сакатекасу Агуаскальєнтесу було надано статус штату Мексики. Першим губернатором штату призначили Хосе Марія-Лопес де-Нава Кастанеда. 

### Французька інтервенція
У 1863, під час французької інтервенції Агуаскальєнтес був окупований французами, які встановили монархію. Нова влада почала призначати натомість губернаторів префектів. Місто Альтос-де-Халіско стало частиною Агуаскалієнтеса, як культурна спадщина штату.  3 березня 1865 року Масиміліан I  оголосив один із найважливіших своїх указів. . В указі говорилося про поділ територій імперії на бл. 50 департаментів і який опублікувався 13 березня в газеті "Diario del Imperio". Розповсюджувати пресу мав Мануель Орозко-і-Берра. 

### Порфіріат

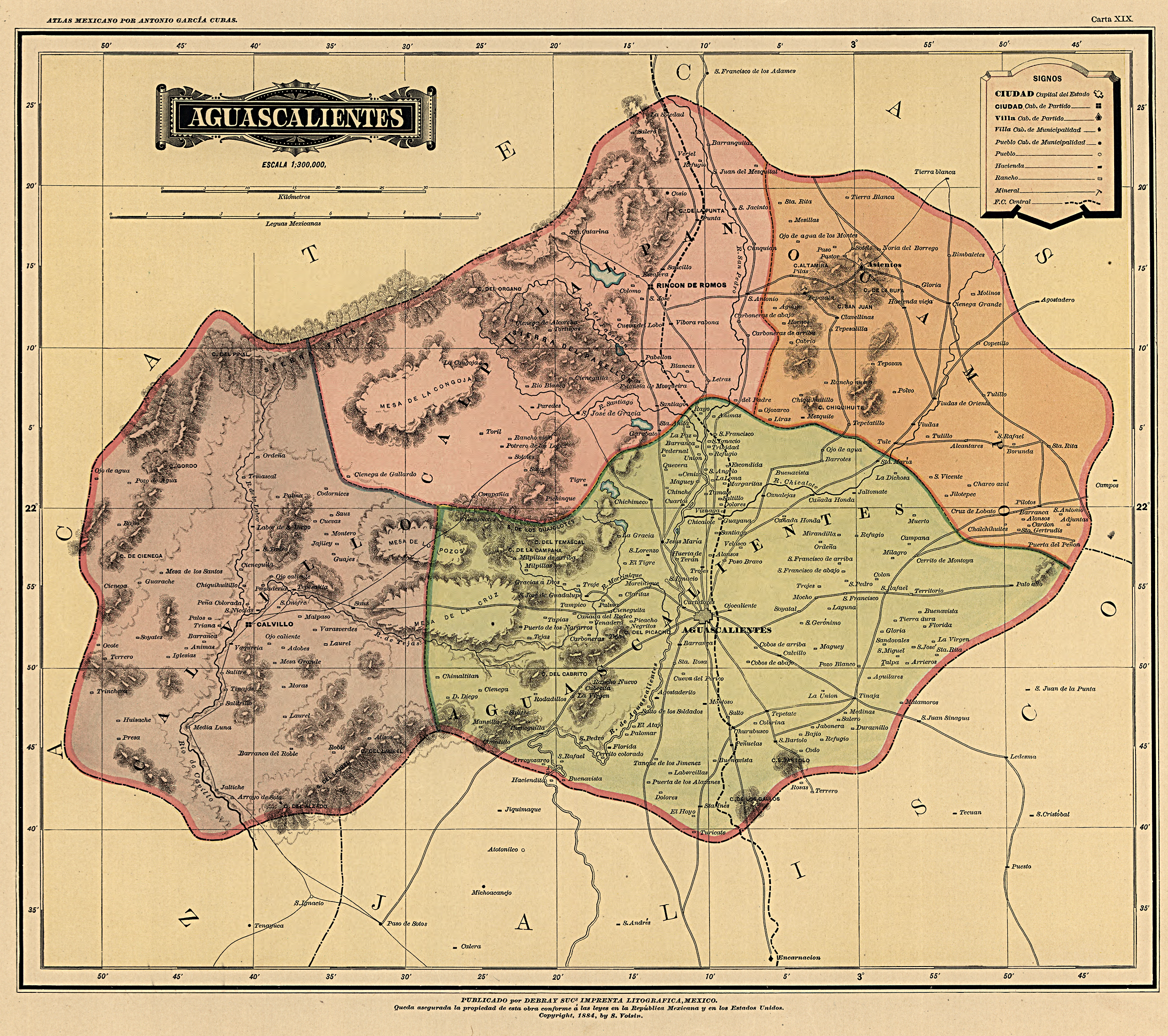
Мапа штату Агуаскальєнтеса за географічним атласом Антоніо Гарсіа Куба (1884)

У період президентства Порфіріо Діаса, починаючи з 80-х років, почали відбуватися економічні реформи та модернізація штату. Були проведено телеграфну та телефону лінії, побудовані залізні і шосейні дороги, з'явилося вуличне освітлення, ремонтувалися тротуари та дорожні покриття. На початку 1882 року губернатор штату Рафаель Арельяно розпочав будівництво театру Морелос, який відкрився 25 серпня 1885 року. Починаючи з 1881 року почала модернізуватися столиця штату. Було побудоване шосе, яке з'єднувало Агуаскальєнтас із Тампіко. У 1884 році перший пасажирський поїзд прибув до Агуаскальєнтеса, що стало великою подією того часу, яка закінчилася масовим святкуванням та феєрверком. Після відкриття залізничного вокзалу в Чікалоте, залізничні лінії почали будуватися далі об'єднавши міста Тампіко зі штатом Сан-Луїс-Потосі та до простягалася до південно-східних штатів США.

### Революція (1910-1920)

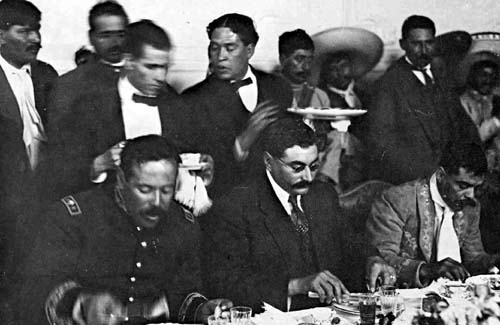
Вілья, Гутьеррес і Сапата на конференції в Агуаскальєнтасі у жовтні 1914 року

У липні 1914 року об'єднані сили на чолі з генералом Альваром Обрегон (1880—1928) і селянськими вождями Е. Сапата і Панчо Вілья (1878—1923) скинули режим Уерти. Певною мірою цьому сприяв і той факт, що президент США Вудро Вільсон відмовився визнати уряд Уерти. Однак відразу після перемоги революціонери почали боротьбу за владу. 9 жовтня 1914 р. з метою примирити ворогуючі сторони було скликано революційну конференцію в Агуаськальєнтес за участю представників Вільї і Сапати. Пересвідчившись, що Карранса піклується тільки про утримання влади, конвент призначив ряд виконавців для проведення соціальних і економічних реформ. Більшість зборів зажадала, щоб Карранса склав з себе звання «вождя революції», але той відмовився це зробити і переніс свою штаб-квартиру у Веракрус. Випустивши ряд революційних декретів, Карранса залучив на свою сторону робітників і дрібних землевласників. Урядові війська під командуванням Обрегона навесні 1915 р. розбили Північну дивізію Вільї в битвах при Селає та Леоне і взяли під контроль центральну частину країни. Сапата продовжував опір на півдні, поки не був убитий у 1919 р. Вілья вів партизанську війну на півночі аж до повалення Карранси у 1920-му.

### Наш час

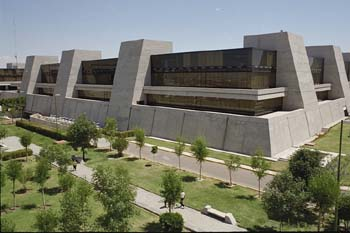
Штаб-квартира INEGI в Агуаскальєнтесі

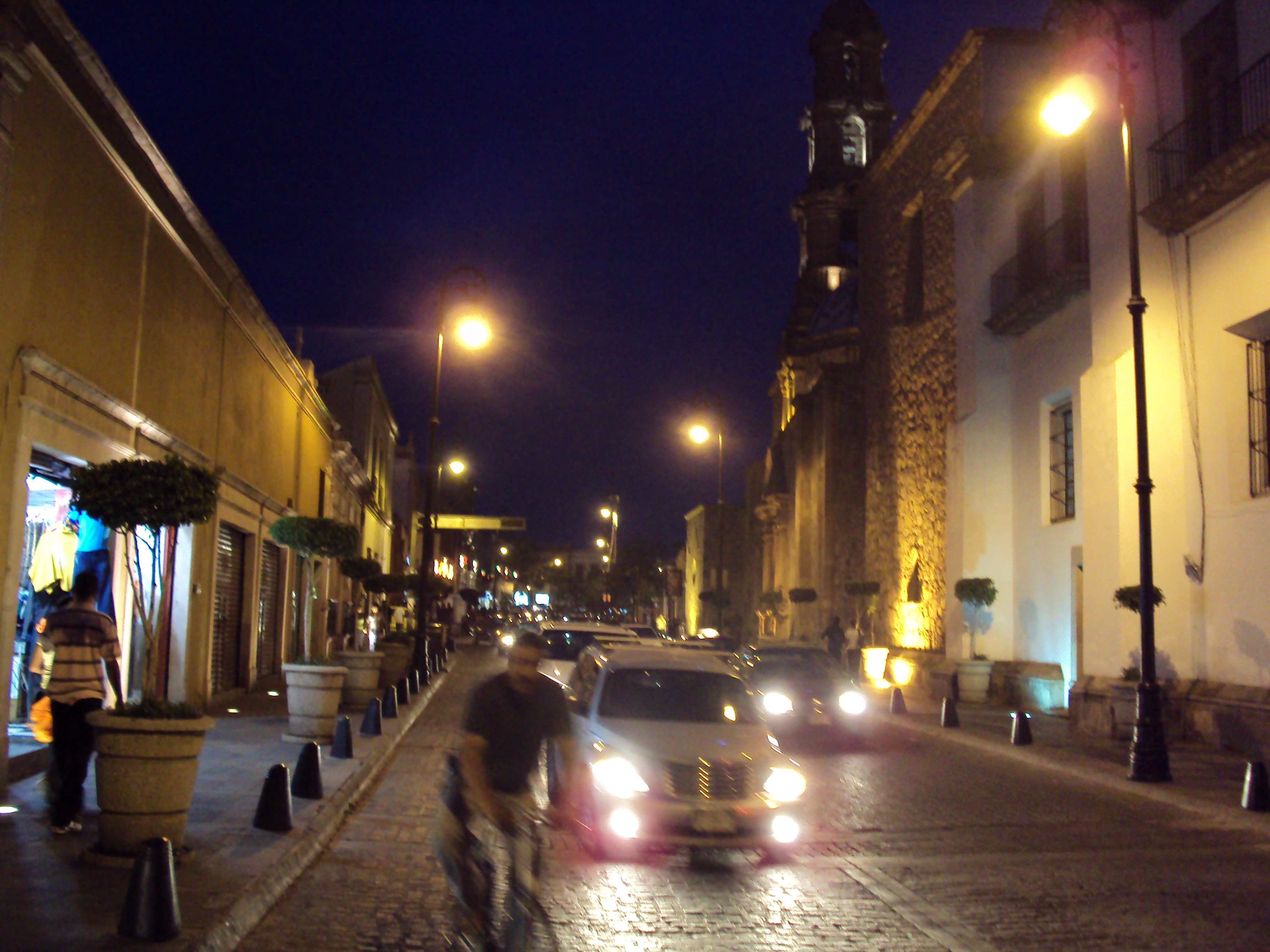
Центр міста Агаскальєнтес

25 січня 1983 року в результаті злиття Бюро Статистики (ісп.  Dirección General de Estadística або DGE, заснованого в 1882 році) та Бюро Географії (заснованого в 1968 році) було створено Національний інститут статистики та географії Мексики (ісп. Instituto Nacional de Estadística y Geografía (INEGI) Штаб-квартира INEGI розміщена в місті Агуаскальєнтес (раніше розташовувалася в Мехіко).
На самому початку своєї діяльності INEGI був відповідальним за політику установ Мексики в області інформаційних технологій (звідси слово «інформатика» в колишньому назві Instituto Nacional de Estadística, Geografía e Informática). Але в 2001 році, ця функція була передана Секретаріату Мексиканської Громадянської Служби (англ.  Secretary of the Mexican Civil Service  - SMCS).
Останнім часом такі компанії як Texas Instruments, Xerox та Nissan відкрили свої філії в Агуаскальєнтесі, що сприяло зростанню виробництва електроніки, механізованих виробів, металу та автомобілів. Зараз ці галузі відповідають за майже третину економіки держави, яка з 1997 по 2002 рік зросла на 7%.
На сьогодні Агуаскалієнтеса  один із економічно розвинутих штатів Мексики, що частково пов'язане з його розташуванням в центральній частині країни, де фактично розміщені більшість торгових ринків. У штаті добре розвинуті сільське господарство, харчова промисловість, також у штаті виробляють текстиль і виготовляють коньяки та вина. Текстильна промисловість складає бл. 15% державної економіки. Сільське господарство також робить значний внесок, використовуючи приблизно 35% державних земель для пасовищ, виноградників, для вирощування персиків, пшениці, кукурудзи, люцерни, перцю чилі та інших культур.

## Географія
Площа 5,127 тисяч км², на плато, зрошуваному річкою Сан-Педро. Поверхня рівнина, представляє плоску піднесеність з середньою висотою близько 1600 метрів; частково ж гориста, особливо в північно-східній частині, де проходять відроги Сьєрри-Мадре — Сьєрро-дель-Лаурель (гора Лаурель заввишки 3091 м) і Сьєрра-дель-Піналь.

## Економіка
Основа економіки — сільське господарство (пшениця, кукурудза, квасоля, овочі, фрукти; тваринництво). Ґрунт дуже родючий, вирощуються хлібні і бобові рослини високої якості; у західній частині вирощують деякі тропічні плодові рослини. Видобуток поліметалів.